# Фульвестрант
Фульвестрант (англ. Fulvestrant, лат. Fulvestrantum) — синтетичний лікарський препарат стероїдної будови, що є аналогом естрогенів, що застосовується внутрішньом'язово. Фульвестрант синтезований у лабораторії компанії «AstraZeneca», та розповсюджується нею під торговельною маркою «Фазлодекс».

## Фармакологічні властивості
Фульвестрант — синтетичний лікарський засіб стероїдної будови, що є аналогом естрогенів. Механізм дії препарату полягає в інгібуванні дії естрогенів шляхом конкурентного зв'язування з естрогеновими рецепторами, що призводить до гальмування дії естрогенів на чутливі до них клітини організму. Наслідком цього у першу чергу є інгібування росту естрогензалежних злоякісних пухлин, оскільки він більш активний щодо клітин, в яких більше виражена мітотична активність, яка вища саме в пухлинних клітин. На відміну від тамоксифену, фульвестрант не має властивостей часткового агоніста естрогенових рецепторів, а також знижує експресію прогестеронових рецепторів і не спричинює гіперплазію ендометрію. Фульвестрант застосовується для лікування естрогензалежного раку молочної залози у жінок у постменопаузі як місцево-розповсюдженому, так і метастатичному, або при прогресуванні захворювання після терапії нестероїдними інгібіторами естрогенів, і його застосування є більш ефективним, ніж застосування іншого антагоніста естрогенів тамоксифену, та однаково ефективним у порівнянні з інгібіторами ароматази. Препарат також може застосовуватися для лікування HER2-нечутливого раку молочної залози у комбінації з палбоциклібом при неефективності попереднього гормонального лікування. Даних за подібну до естрогенів дію на кісткову тканину, ендометрій та обмін ліпідів у фульвестранта немає. Фульвестрант також сприяє підвищенню рівня тестостерону в чоловіків, тому часто застосовується культуристами для нарощування м'язової маси.

### Фармакокінетика
Фульвестрант добре, але повільно всмоктується після внутрішньом'язової ін'єкції. Максимальна концентрація препарату в крові досягається протягом 5—7 діб після введення препарату. Фульвестрант майже повністю (на 99 %) зв'язується з білками плазми крові. Фульвестрант проникає через плацентарний бар'єр, немає даних за проникнення препарату в грудне молоко. Фульвестрант метаболізується у печінці з утворенням переважно активних метаболітів. Виводиться препарат із організму переважно із фекаліями, незначна частина (близько 1 %) виводиться із сечею. Період напіввиведення препарату становить 50 діб. Час напіввиведення препарату може збільшуватися при порушеннях функції печінки або нирок.

## Покази до застосування
Фульвестрант застосовується для лікування естрогензалежного раку молочної залози у жінок у постменопаузі як місцево-розповсюдженому, так і метастатичному, або при прогресуванні захворювання після терапії нестероїдними інгібіторами естрогенів.

## Побічна дія
При застосуванні фульвестранту побічні ефекти спостерігаються значно рідше, ніж при застосуванні інших антиестрогенних препаратів. Найчастішими побічними ефектами препарату найчастішими є:
- Алергічні реакції та з боку шкірних покривів — шкірний висип, кропив'янка, гарячка, алопеція.
- З боку травної системи — нудота, блювання, діарея, зниження апетиту, гепатит, печінкова недостатність.
- З боку нервової системи — головний біль, запаморочення, загальна слабкістьЮ, біль у спині.
- З боку серцево-судинної системи — флебіт, тромбофлебіт, тромбоемболія, периферичні набряки, приливи крові.
- З боку сечостатевої системи — інфекції сечостатевої системи (у тому числі кандидоз), вагінальні кровотечі, галакторея.
- Інші побічні ефекти — гемораії та гематоми у місці введення препарату.
- Зміни в лабораторних аналізах — тромбоцитопенія, підвищення рівня білірубіну в крові, підвищення рівня активності ферментів печінки в крові.

## Протипокази
Фульвестрант протипоказаний при підвищеній чутливості до препарату, гіперплазії ендометрію, виражених порушеннях функції печінки, при вагітності та годуванні грудьми.

## Форми випуску
Фульвестрант випускається у вигляді розчину для ін'єкцій у попередньо заповненому шприцу по 250 мг у 5 мл розчину.